# Liga del Fútbol Profesional Boliviano 2004
La Liga del Fútbol Profesional Boliviano 2004 è stata la 28ª edizione della massima serie calcistica della Bolivia, ed è stata vinta dal Bolívar nel torneo di Apertura e dal The Strongest in quello di Clausura.

## Formula
Il campionato si gioca in due tornei: l'Apertura è a girone unico, mentre il Clausura si divide in due gruppi da 6 squadre, che permettono l'accesso al girone finale a otto.

## Torneo Apertura
| Pos. | Squadra           | Pt | G  | V  | N | P  | GF | GS | DR  |
| ---- | ----------------- | -- | -- | -- | - | -- | -- | -- | --- |
| 1.   | Bolívar           | 53 | 22 | 17 | 2 | 3  | 51 | 21 | +30 |
| 2.   | Aurora            | 38 | 22 | 11 | 5 | 6  | 42 | 32 | +10 |
| 3.   | Wilstermann       | 36 | 22 | 11 | 3 | 8  | 40 | 28 | +12 |
| 4.   | Real Potosí       | 33 | 22 | 10 | 3 | 9  | 43 | 38 | +5  |
| 5.   | San José          | 32 | 22 | 9  | 5 | 8  | 35 | 36 | -1  |
| 6.   | Oriente Petrolero | 31 | 22 | 8  | 7 | 7  | 43 | 38 | +5  |
| 6.   | La Paz            | 31 | 22 | 9  | 4 | 9  | 33 | 38 | -5  |
| 8.   | Unión Central     | 30 | 22 | 8  | 6 | 8  | 27 | 29 | -2  |
| 9.   | Real Santa Cruz   | 26 | 22 | 7  | 5 | 10 | 28 | 40 | -12 |
| 10.  | The Strongest     | 24 | 22 | 7  | 3 | 12 | 31 | 31 | 0   |
| 11.  | Blooming          | 19 | 22 | 5  | 4 | 13 | 28 | 52 | -24 |
| 12.  | Iberoamericana    | 18 | 22 | 5  | 3 | 14 | 23 | 41 | -18 |

### Verdetti
- Bolívar campione dell'Apertura
- Bolívar in Coppa Libertadores 2005
- Bolívar e Aurora in Copa Sudamericana 2004

### Classifica marcatori
| Gol |  |  | Giocatore              | Squadra           |
| --- |  |  | ---------------------- | ----------------- |
| 15  |  |  | Martín Menacho         | Real Potosí       |
| 11  |  |  | Federico Astudillo     | Oriente Petrolero |
| 11  |  |  | Limberg Gutiérrez      | Bolívar           |
| 9   |  |  | Marcos Lenard Aguilera | La Paz            |
| 9   |  |  | Roberto Saucedo        | Aurora            |
| 9   |  |  | Roberto Galindo        | Aurora            |
| 8   |  |  | Edú Monteiro           | Real Santa Cruz   |
| 8   |  |  | Carmelo Angulo         | Aurora            |
| 8   |  |  | Hugo Ramulfo Sosa      | San José          |

## Torneo Clausura

### Prima fase

#### Gruppo A
| Pos. | Squadra        | Pt | G  | V | N | P | GF | GS | DR |
| ---- | -------------- | -- | -- | - | - | - | -- | -- | -- |
| 1.   | Bolívar        | 18 | 10 | 4 | 6 | 0 | 11 | 6  | +5 |
| 2.   | San José       | 17 | 10 | 5 | 2 | 3 | 19 | 10 | +9 |
| 3.   | The Strongest  | 14 | 10 | 4 | 2 | 4 | 10 | 14 | -4 |
| 4.   | Real Potosí    | 12 | 10 | 3 | 3 | 4 | 19 | 17 | +2 |
| 4.   | Iberoamericana | 12 | 10 | 3 | 3 | 4 | 11 | 16 | -5 |
| 6.   | La Paz         | 7  | 10 | 1 | 4 | 5 | 12 | 19 | -7 |

#### Gruppo B
| Pos. | Squadra           | Pt | G  | V | N | P | GF | GS | DR |
| ---- | ----------------- | -- | -- | - | - | - | -- | -- | -- |
| 1.   | Blooming          | 18 | 10 | 5 | 3 | 2 | 19 | 14 | +5 |
| 2.   | Unión Central     | 16 | 10 | 5 | 1 | 4 | 15 | 14 | +1 |
| 3.   | Wilstermann       | 15 | 10 | 4 | 3 | 3 | 13 | 10 | +3 |
| 4.   | Oriente Petrolero | 13 | 10 | 3 | 4 | 3 | 13 | 11 | +2 |
| 5.   | Aurora            | 12 | 10 | 3 | 3 | 4 | 10 | 16 | -6 |
| 6.   | Real Santa Cruz   | 8  | 10 | 2 | 2 | 6 | 14 | 19 | -5 |

### Spareggio retrocessione
Disputato tra la penultima classificata in massima serie e la seconda classificata della seconda divisione.

#### Andata
| Potosí 20 novembre 2004 | Primero de Mayo | 3 – 1 | Iberoamericana | Estadio Víctor Agustín Ugarte |

#### Ritorno
| La Paz 27 novembre 2004 | Iberoamericana | 9 – 0 | Primero de Mayo | Estadio Hernando Siles |

#### Spareggio
| Cochabamba 1º dicembre 2004 | Iberoamericana | 2 – 0 | Primero de Mayo | Estadio Félix Capriles |

### Fase finale
| Pos. | Squadra           | Pt | G  | V | N | P  | GF | GS | DR  |
| ---- | ----------------- | -- | -- | - | - | -- | -- | -- | --- |
| 1.   | The Strongest     | 27 | 14 | 9 | 0 | 5  | 27 | 14 | +13 |
| 1.   | Oriente Petrolero | 27 | 14 | 9 | 0 | 5  | 31 | 18 | +13 |
| 3.   | Real Potosí       | 24 | 14 | 7 | 3 | 4  | 32 | 27 | +5  |
| 3.   | San José          | 24 | 14 | 7 | 3 | 4  | 28 | 27 | +1  |
| 5.   | Wilstermann       | 20 | 14 | 5 | 5 | 4  | 15 | 14 | +1  |
| 6.   | Bolívar           | 18 | 14 | 6 | 3 | 6  | 22 | 32 | -10 |
| 7.   | Blooming          | 13 | 14 | 4 | 1 | 9  | 22 | 28 | -6  |
| 8.   | Unión Central     | 6  | 14 | 1 | 3 | 10 | 18 | 35 | -17 |

### Spareggio per il titolo

#### Andata
| Arbitro: | Ortubé |

|                            |           |                          |
| Melgar 5’ Sánchez 12’, 63’ | Marcatori | 51’ (rig.) Sandro Coelho |

#### Ritorno
| Arbitro: | Paniagua |

|                       |           |            |
| Rojas 52’ Cabrera 74’ | Marcatori | 7’ Giménez |

#### Spareggio
| Arbitro: | Ortubé |

|        |                      |              |
| Paz 4’ | Marcatori            | 34’ Espinoza |
| –      | Tiri di rigore 4 – 3 | –            |

### Verdetti
- The Strongest campione del Clausura[1]
- The Strongest e Oriente Petrolero in Coppa Libertadores 2005
- Real Santa Cruz retrocesso
- Destroyers promosso dalla seconda divisione

### Classifica marcatori
| Gol |  |  | Giocatore             | Squadra       |
| --- |  |  | --------------------- | ------------- |
| 17  |  |  | Pablo Daniel Escobar  | San José      |
| 12  |  |  | Hernán Sillero        | Unión Central |
| 11  |  |  | Hugo Ramulfo Sosa     | San José      |
| 9   |  |  | Cristian Tórrez       | Blooming      |
| 8   |  |  | Cristian Zermatten    | The Strongest |
| 8   |  |  | Diego Cabrera         | The Strongest |
| 8   |  |  | Martín Menacho        | Real Potosí   |
| 8   |  |  | Leonardo Luppino      | Blooming      |
| 7   |  |  | Gustavo Benítez Gómez | Real Potosí   |